# 金沢克彦
金沢 克彦（かなざわ かつひこ、1961年12月13日 - ）は、プロレス・格闘技ライター、編集者。北海道帯広市出身。青山学院大学経営学部卒業。
週刊ゴング編集部時代はGK（ゴング金沢）と呼ばれ、現在もその呼称で呼ばれることが多い。眼鏡と長髪が特徴。

## 来歴
1986年に新大阪新聞社へ入社し、東京支社で同社発行の週刊ファイト編集部記者となる。1989年に日本スポーツ出版社へと引き抜かれ入社、同社発行の週刊ゴング編集部入り。週刊ゴング編集部時代は担当の新日本プロレス贔屓の筆で知られた。当時、新日本プロレスの現場責任者であり、マスコミとは一線を画していた長州力に食い込んで信頼関係を築き、数々の単独インタビューの機会を得た。1996年3月の新日本プロレスによる『週刊プロレス』への取材拒否、さらにターザン山本の編集長解任劇の引き金となったのも、金沢による長州へのインタビューである。
長州力が誌面で発する「なぁ金沢」や、長州が指す「アレ」を解釈出来るのは金沢だけと言われるほど蜜月関係であるのは読者に有名であり、長州の名言である「ど真ん中」も金沢のインタビューで初めて世に出た。その他プロレス界における様々なキャッチコピーを生み出しており、平成維震軍・大谷晋二郎の得意技である顔面ウォッシュ、スコット・ノートンのキャッチフレーズである超竜、藤田和之の野獣、蝶野正洋の黒のカリスマ、高山善廣のプロレス界の帝王などの名付け親である。
1999年1月6日、小佐野景浩の人事異動を受けて週刊ゴング編集長に就任。編集長就任は竹内宏介から就任12日前になって告げられた。同年1月4日東京ドーム大会での小川直也vs橋本真也戦の大混乱において「小川はプロ失格」「小川は馬鹿である」と誌面で橋本擁護・小川批判を展開し、業界中に賛否両論を巻き起こす。同時に新日本に宣戦布告した大仁田厚を猛プッシュして、長州の現役復帰・大仁田との復帰戦に至るまで一貫してその姿勢を崩すことはなかった。長州が2002年にWJプロレスを立ち上げると、当初は大きく誌面を割いていたものの総合格闘技大会と称した『X-1』に関して「バーリトゥードを舐めるな！」という大見出しを表紙にした週刊ゴングを発行し、周囲を驚かせた。後になって、当時WJ取締役だった永島勝司は「まさか金沢にあんな書かれ方をするとは思わなかったな」と、その衝撃を語っている。週刊ゴング編集長在籍時、もっとも表紙を飾った人物は意外にも武藤敬司であり、武藤とは公私共に親しかったこともうかがわれる。
2004年8月、母体の日本スポーツ出版社の身売りに伴い新経営陣から編集長の継続と社内人事を含めた全権を委ねた統括責任者を命じられるが、それを断り辞任を申し出て10月15日に編集長を降板した。その後は旧経営陣から慰留され週刊ゴングプロデューサーの肩書きで契約社員として編集に携わっていたが、契約事項を新経営陣が守らないため2005年11月末に16年間在籍した日本スポーツ出版社を退社した。5年9ヵ月の編集長在位期間は歴代最長であり、編集長在籍時にはライバル誌の『週刊プロレス』を抜いて、販売数・実売数ともに1万部以上も上回った。2006年12月には、日本スポーツ出版社から週刊ゴング編集長への復帰を打診されたが、自身はこの話を断っている。
以降、フリーランスとしてkamiproなどの紙媒体やWebサイトでの執筆、テレビ朝日系ワールドプロレスリング、サムライTVの解説者など多方面で活躍中。また2007年9月に創刊された週刊ゴングの後継誌・Gリングにフリーの立場ながら統括プロデューサーとして参加するが、2008年7月号のGリングに金沢の名前が無いことから何らかの理由で降板したと思われる。Gリングはその後、休刊状態になっている。
2009年7月には初の書き下ろし単行本『子殺し 猪木と新日本プロレスの10年戦争』を上梓。同書は発売から半年間で1万5000部を超えるヒット本になっている。
2014年7月には自身のブログでゴング復刊を宣言し、アイビーレコードと徳間書店による復刊版の編集長に就任。9月に『ゴング』第0号が発売され、2015年3月から月刊誌となった。2015年4月25日発売のNo.3をもって編集長を退任。
2021年1月の新日本プロレス・東京ドーム大会収録をもってテレビ朝日『ワールドプロレスリング』レギュラー解説者卒業を発表。

## 人物
特定プロレスラーの行動・主張をプロレス業界のルールを破るとして徹底的に糾弾する姿勢は刺激的であり、プロレスファンから喝采を浴びる一方で、それに反感を買うことも少なくなかった。特にプロレスの基本である受け身・ロープワークもろくに出来ないとして小川直也を過剰なまでにバッシングし、暴露本を出版すると同時に「ハッスル」でプロレス界にカムバックして来た高田延彦を徹底的に批判した。週刊ゴングの編集長時代には編集部へ脅迫まがいの電話も度々掛かって来たという。

## 著書
- 『時間無制限14本勝負「おい、金沢」―長州力VS金沢克彦』（日本スポーツ出版社、2001年5月）
- 『風になれ』（鈴木みのるへのインタビュー、東邦出版、2006年10月）
- 『力説』（長州力へのインタビュー、エンターブレイン、2007年8月24日）
- 『子殺し 猪木と新日本プロレスの10年戦争』（書き下ろしとしては初の単行本、宝島社。2012年5月に宝島SUGOI文庫から文庫版発売)
- 『元・新日本プロレス　「人生のリング」を追って』（宝島社。2012年6月に宝島SUGOI文庫から文庫版発売）

## 出演番組
- テレビ朝日ワールドプロレスリング
- ZERO1中継
- プレミアム中継
- ロックアップ中継
- レッスルランド中継
- 全日本プロレス中継
- サムライTV「金曜Sアリーナ」